# Sop
Sop je naselje u općini Rugvica u Zagrebačkoj županiji.

## Zemljopis
Naselje je smješteno 7 km zapadno od Rugvice, i 10 km jugozapadno od Dugog Sela, na cesti Dugo Selo-Rugvica-Ivanja Reka. Nalazi se na starom rukavcu lijeve obale rijeke Save. 

## Stanovništvo
U naselju živi 446 stanovnika (2001.) u 131 kućanstvu.
Broj stanovnika: 
- 1981.: 274 (81 kućanstvo)
- 1991.: 352
- 2001.: 446 (131 kućanstvo)

| broj stanovnika | 199   | 207   | 189   | 210   | 240   | 247   | 250   | 247   | 254   | 262   | 261   | 241   | 274   | 352   | 446   | 404   | 352   |
|                 | 1857. | 1869. | 1880. | 1890. | 1900. | 1910. | 1921. | 1931. | 1948. | 1953. | 1961. | 1971. | 1981. | 1991. | 2001. | 2011. | 2021. |

## Povijest
Selo je nekada su bilo kaptolski posjed. Prvi puta se spominje 1287. godine. Ime je dobilo po posjedniku Sepenu. ]Od 1850. godine Sop je u sastavu Kotara Dugo Selo, od u općini Dugo Selo, a od 1993. u sastavu je općine Rugvica. Škola je bila otvorena 1930. godine, ali danas nije u funkciji.Pripada rimokatoličkoj župi Svetoga Ivana Krstitelja  iz Ivanje Reke, Resnički dekanat Zagrebačke nadbiskupije. U naselju djeluje Dobrovoljno vatrogasno društvo.

## Gospodarstvo
Gospodarska osnova je poljodjeljstvo, stočarstvo i trgovina (ali ne toliko značajno). Stanovništvo je u najvećem broju zaposleno u obližnjem Zagrebu.